# Palazzo Fantuzzi

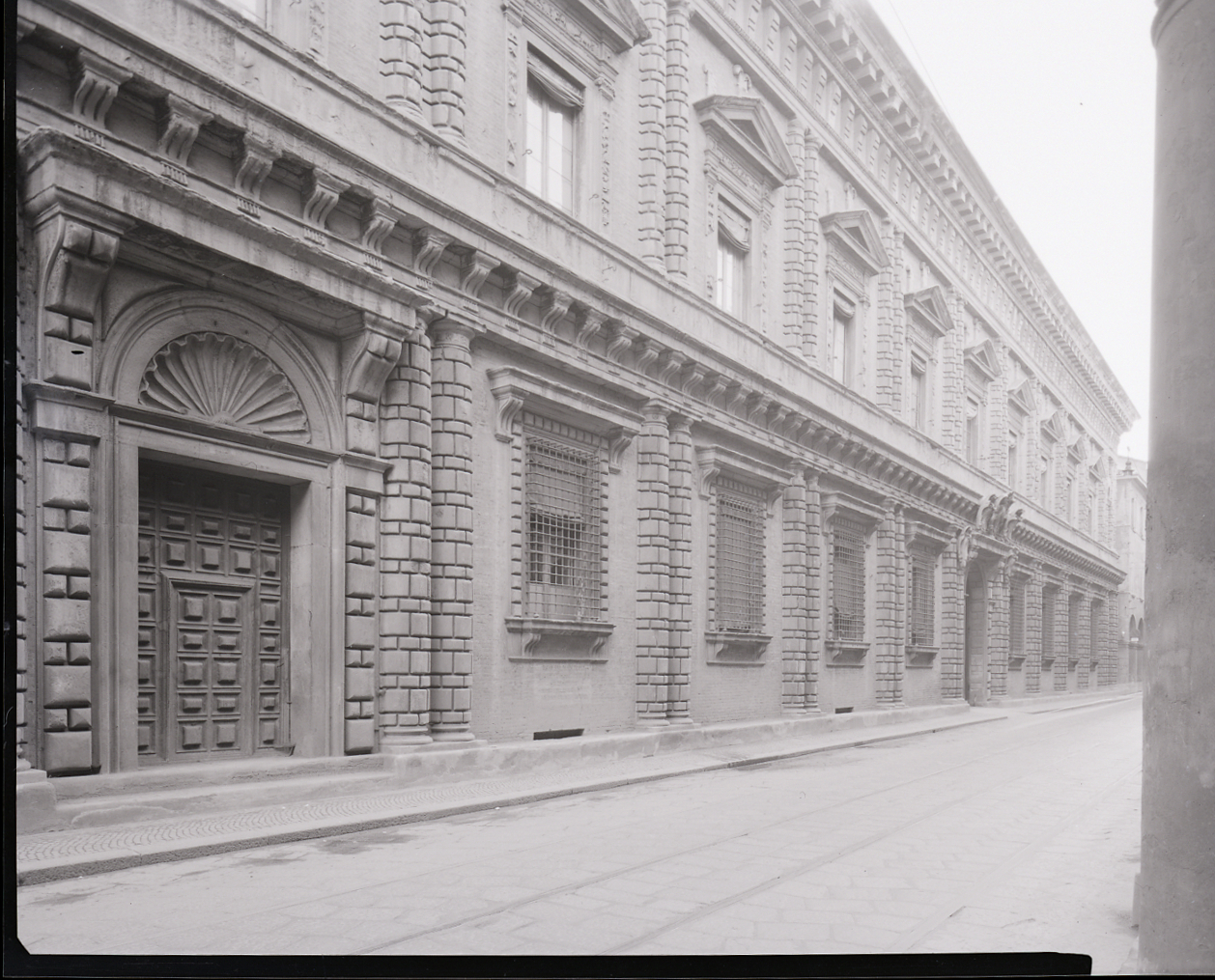
Palazzo Fantuzzi auf einem Foto von Paolo Monti (1969)

Der Palazzo Fantuzzi (auch Palazzo degli Elefanti) ist ein historisches Wohngebäude in Bologna in der italienischen Region Emilia-Romagna. Der Palast liegt in der Via San Vitale 23.

## Geschichte

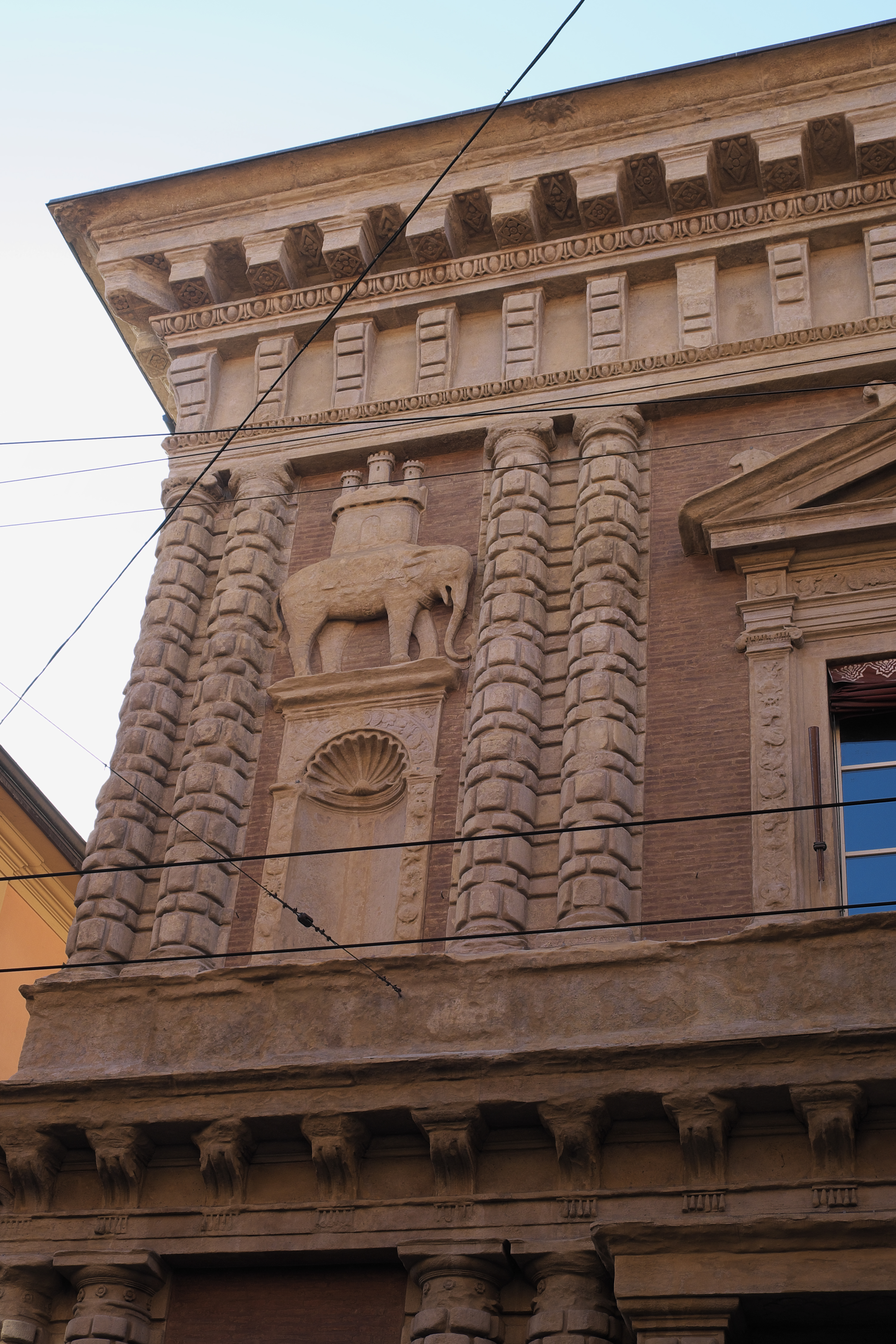
Detail des Wappens

Der Bau des Palastes wurde 1517 vom Senator Francesco Fantuzzi (1466–1533) beauftragt, der zu diesem Zweck 1512 die an sein eigenes Haus angrenzenden Häuser in der Via San Vitale erworben hatte. Einige dieser Wohnhäuser wurden nach und nach in das neue Bauwerk integriert, das durch den Aufzug einer majestätischen Fassade Kohärenz erhalten sollte.
Man weiß nicht, wer für die Fassade verantwortlich zeichnete, vielleicht war sie ein Werk von Andrea da Formigine, wurde aber auch Baldassare Peruzzi oder Sebastiano Serlio zugeschrieben.
1521 begannen die Arbeiten, aber erst 1535 erhielt Fantuzzi die Erlaubnis, ungeachtet der damaligen Statuten der Stadt mit einer Fassade „alla romana“, also ohne Vorhalle, zu beginnen. Die bereits existierenden hölzernen Vorhallen wurden abgerissen. Bis heute ist der Palazzo Fantuzzi einer der wenigen Adelspaläste in Bologna ohne Vorhalle.
Die Fassade wurde zwischen 1532 und 1533 fertiggestellt, wie die Daten im siebten und im zehnten Fenster des Hauptgeschosses bezeugen (heute nicht mehr lesbar wegen der Abnutzung des Sandsteins). Der Bau des Palastes dagegen wurde auch nach dem Tod von Francesco Fantuzzi 1533 fortgesetzt. Die Erben fuhren 1538 mit der Aufteilung der Immobilie und einer Vereinbarung mit dem Architekten Bartolomeo Triachini zur Fortsetzung der Arbeiten fort.
1680 ließ Carlo Ridolfo Fantuzzi zur Feier seiner zweiten Wahl zum Gonfaloniere di Giustizia eine neue Treppe bauen, die das Erdgeschoss mit dem Repräsentationssaal im Hauptgeschoss verband, der zwischen 1678 und 1684 dekoriert wurde.
In einer Wohnung auf der Seite des Palastes mit Eingang von der Via Guido Reni 8 aus wurde am 9. Juli 1879 der Komponist Ottorino Respighi geboren. An dieses Ereignis erinnert eine im Jahr 2000 angebrachte Plakette.
Die Fassade des Palastes wurde über die Jahrhunderte zahlreichen Restaurierungen unterzogen, die letzten davon 1980 und 2008/2009.
Heute dient der Palast als Bürogebäude, Repräsentationsraum und Wohnhaus. Er ist im Übrigen nur zu außergewöhnlichen Gelegenheiten öffentlich zugänglich.

## Beschreibung

### Fassade

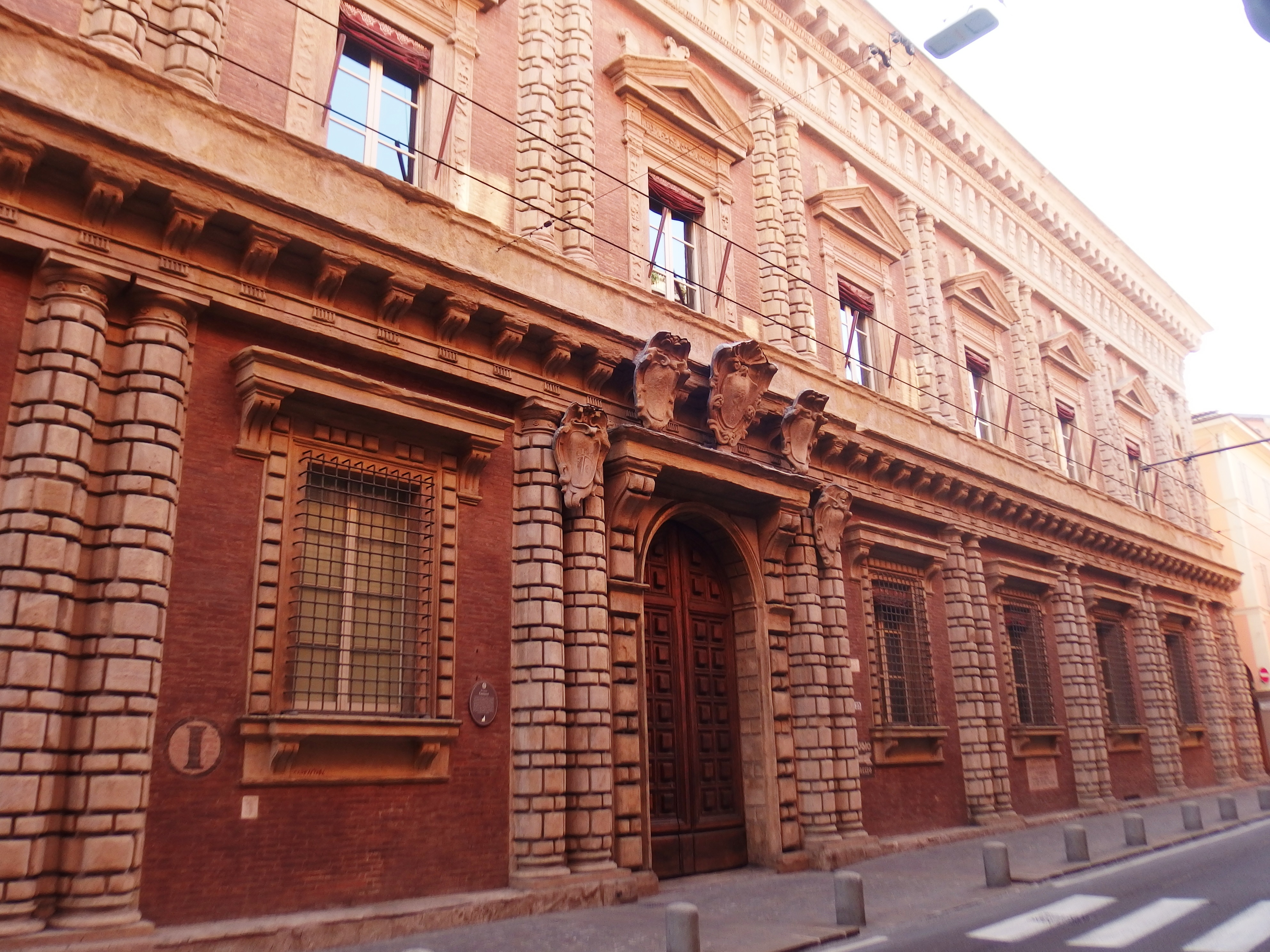
Fassade mit Haupteingangstor

Die Fassade des Palastes zeigt auf einem Hintergrund aus rotem, sagramatierten Backstein imponierende Verzierungen aus Sandstein, die aus zwei Reihen übereinander angeordneter Doppelsäulen in Bossenwerk (dorisch unten und ionisch oben) besteht, mit denen sich im Obergeschoss zehn breite Fenster, geschmückt mit Tympana, ebenfalls aus Sandstein, abwechseln. Im Geschoss darunter finden sich dagegen acht Fenster und zwei Tore, ein Haupttor, geschmückt mit Wappenschilden (inzwischen verblasst) und ein Nebentor mit einer Apsiskalotte darüber. Das Gebälk ein ziemlich vorspringendes Gesims mit auffälligen Konsolen. Auf den beiden Außenseiten findet man an beiden Säulenarten Nischen. Die im Obergeschoss werden jedoch von lebendigen Darstellungen des Familienwappens dominiert, also eines Elefanten und einer Burg darüber, worauf sich der zweite Name des Palastes bezieht.
Wegen des Fehlens der Vorhalle, seines Bossenwerkstils, der von Beispielen aus Mittelitalien inspiriert ist, und der verschwenderischen Nutzung von Sandstein – anstatt des traditionellen roten Backsteins – erschien der Palast den damaligen Zeitgenossen und erscheint er immer noch ziemlich abweichend vom traditionellen Baustil der Stadt.

### Innenräume

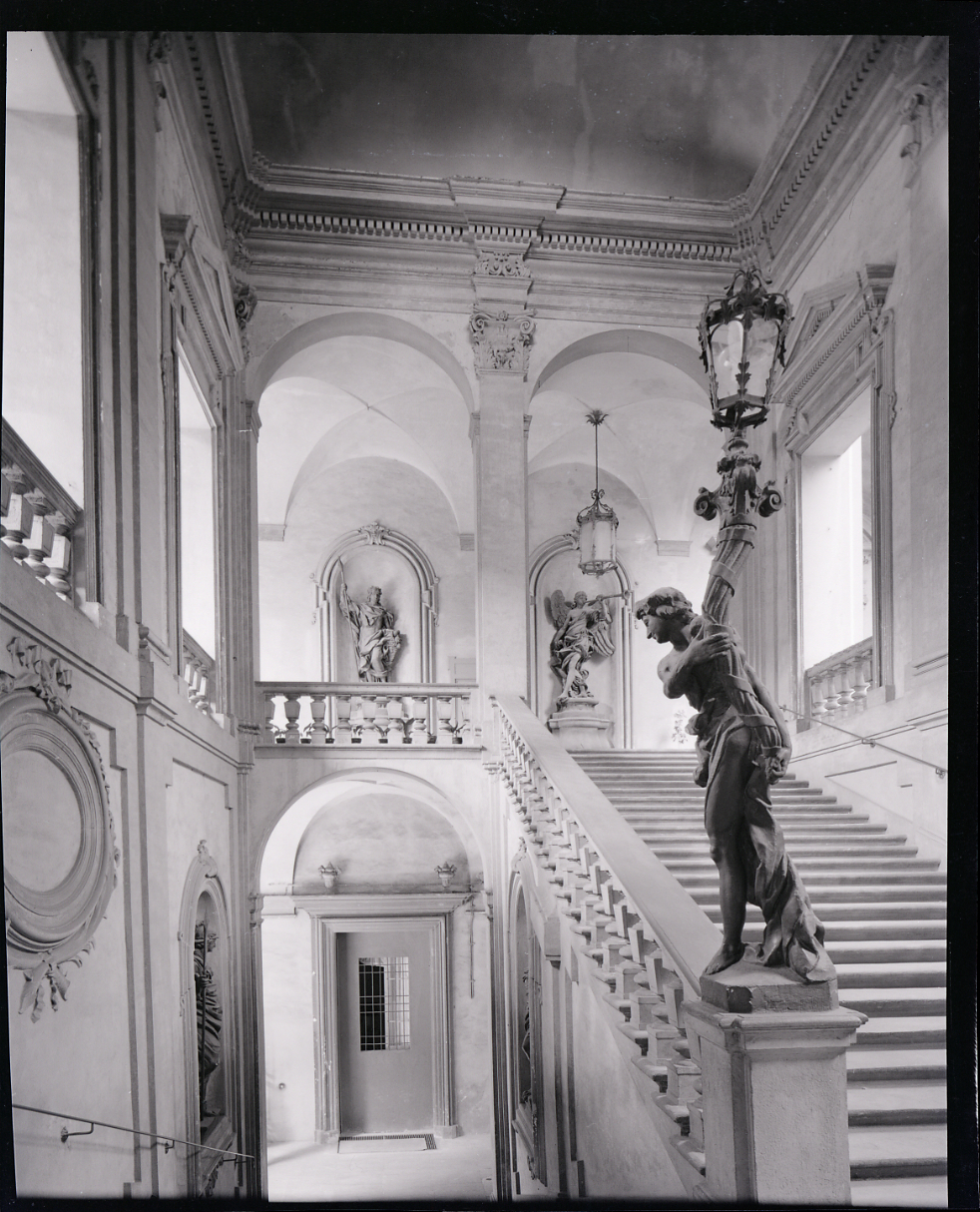
Die Treppe von Paolo Canali auf einem Foto von Paolo Monti (1969)

Die Innenräume wurden zum großen Teil vom Architekten Bartolomeo Triachini gestaltet. Der Ehrensalon im Obergeschoss ist mit Quadraturfresken, die Francesco Galli da Bibiena zwischen 1668 und 1684 schuf, geschmückt, auf denen Ansichten architektonischer Werke, Gärten und klassische Götterstatuen zu sehen sind. Der fein ausgearbeitete Kamin nach dezidiert barockem Geschmack ist dagegen von Giovan Battista Bolognini. In anderen Räumen sind Fresken von Angelo Michele Colonna in barockem Stil erhalten.
Die barocke Monumentaltreppe, ein Werk Paolo Canalis, wurde 1680 eingeweiht; sie war die erste ihrer Art in Bologna. Einige Entwürfe zu ihrer Vorbereitung sind in den Uffizien in Florenz erhalten. Die Zierstatuen stellen Herakles und Atlas dar, Werke von Gabriele Bunelli, wogegen die bemalte Decke ein Werk von Gioacchino Pizzoli ist.